# گنبد عالی
گنبد عالی ابرکوه یا گنبد علی بنایی است مربوط به سدهٔ ۵ هجری قمری که در شهرستان ابرکوه، ابرقو واقع شده‌است. این اثر در تاریخ ۹ مرداد ۱۳۱۲ با شمارهٔ ثبت ۱۹۵ به‌عنوان یکی از آثار ملی ایران به ثبت رسیده‌است.
گنبد عالی از سالم‌ترین ساختمان‌های برجای مانده از دوران سلجوقیان و از بناهای ارزشمند معماری ایران است که در شهر ابرکوه در ۱۳۰ کیلومتری یزد جای گرفته‌است. ساختار بنا از سنگ و چاروگ (ساروج) و به شکل هشت گوش است که بر روی کرسی چهارگوشی که گوشه‌هایش پخ شده ساخته شده، شکل گنبد در بخش آسمانه مانند عرقچین است بلندای ساختمان ۲۲، هر بدنه دیوار ۵/۴۲ و درآیگاه ۱/۲۰، بلندای آسمانه از درون ۱۲ و بلندای کرسی از روی زمین ۲ متر می‌باشد.
بر بدنه ساختمان ۳ رج چفدآویز، زیر پایه گنبد قرار گرفته‌است. دو سنگ نبشته به خط کوفی بنایی از آجر برجسته نیز در زیر چفدآویزها و دیگری بر بالای درآیگاه وجود دارد. این آرامگاه، گور امیر عمیدالدین شمس الدوله علی هزار اسب از خاندان دیلمیان و مادرش بوده که بدستور فرزندش فیروزان در سال ۴۴۸ ماهشیدی (قمری) ساخته شده‌است. گنبد عالی ابرکوه در سال ۱۳۱۲ به شماره ۱۹۵ در فهرست آثار ملی ایران نگاشته شد.

## نگارخانه

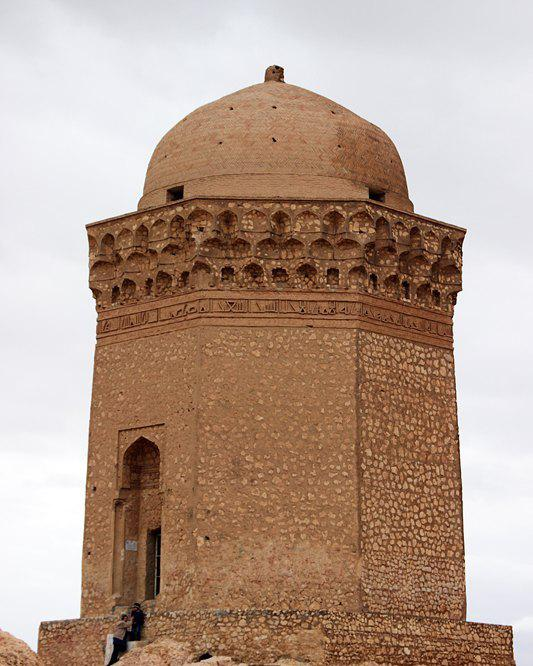
نمای نزدیک کوه گنبد عالی، شهرستان ابرکوه، استان یزد
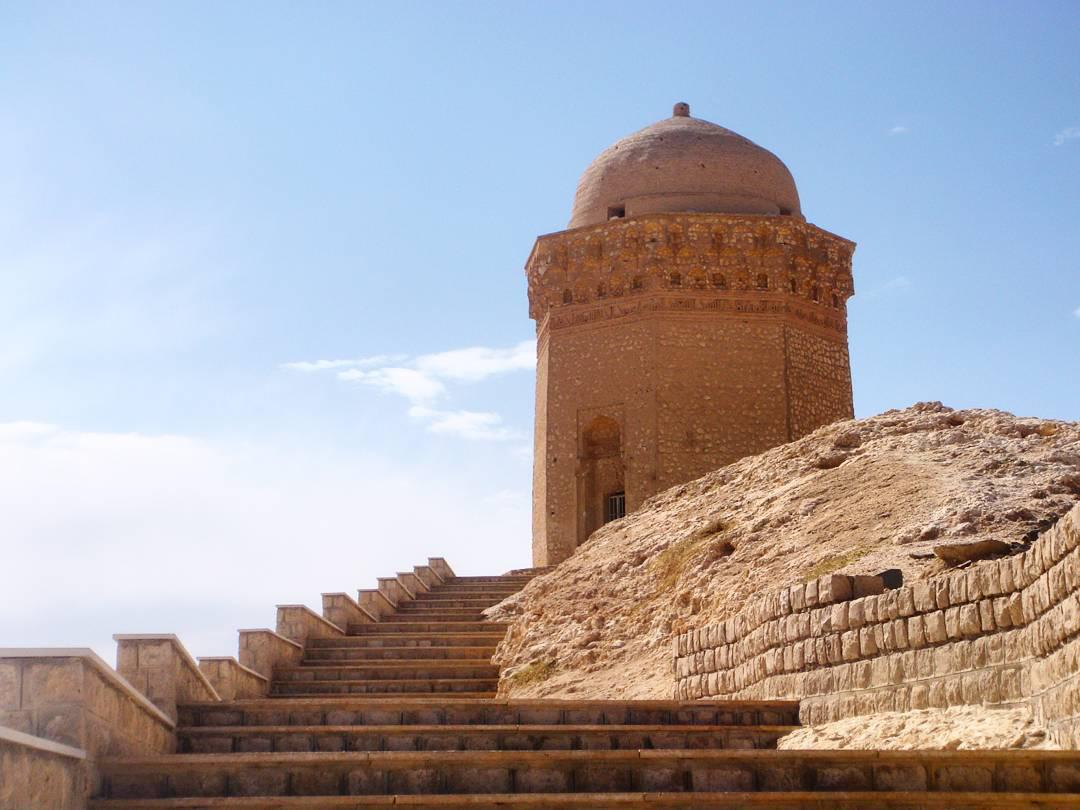
کوه گنبد عالی، شهرستان ابرکوه، استان یزد